# Čadca
Čadca (în germană Tschadsa, în maghiară Csaca) este un oraș din Slovacia cu 26.649 locuitori.

## Demografie
| An:                | 1994   | 2004   | 2014   | 2024   |
| ------------------ | ------ | ------ | ------ | ------ |
| Număr de persoane: | 26.359 | 26.269 | 24.670 | 22.307 |
| Diferență:         |        | −0,34% | −6,08% | −9,57% |

| An:                | 2023   | 2024   |
| ------------------ | ------ | ------ |
| Număr de persoane: | 22.580 | 22.307 |
| Diferență:         |        | −1,20% |